# 會澤紗彌
會澤紗彌（日语：／ Aizawa Saya，1999年9月9日—），日本女性配音員、歌手。星塵傳播所屬。出身於埼玉縣。

## 經歷
從小就喜歡觀賞芝居和唱歌，小學6年級偶然因為看了電視動畫《化物語》而開始以聲優為目標。
2016年1月1日，於星塵傳播聲優部試鏡應選的最終審査中合格。
2017年1月起，與同經紀公司的其他聲優組成聲優組合「SoundOrion」展開相關活動。代表色為粉紅色。2019年4月13日經所屬經紀公司證實，將於5月5日開辦的「SoundOrion」小型現場活動從SoundOrion畢業。至今仍是星塵傳播所屬，並作為聲優持續活動。
目前也作為交換卡片遊戲《Z/X》的偶像組合「SHiFT」活動中。
2020年1月，以《溫泉女孩》演出者的身份，被任命擔任觀光親善大使。
同年3月17日起，其個人節目開始在niconico頻道「聲音學院頻道」播出。在新型冠狀病毒的影響下發佈無視頻後，6月23日開始首次有視頻發佈。
2021年10月，在電視動畫《大正處女御伽話》獲得女主角立花夕月的演出。到目前為止，她經歷了多次試鏡第一位獲演女主角。

## 人物
興趣：芝居、唱歌。特長：直笛吹奏、作霜淇淋、削馬鈴薯皮和取馬鈴薯芽。喜歡的食物是鮭魚卵。
從〈物語〉系列而把配音員當目標開始，很喜歡《絕望先生》等等由動畫公司SHAFT製作的動畫作品。
崇敬的前輩是田村由香里，因為從以前就是她的電台節目的忠實聽眾，而且自己寄出的電子郵件有幾次還獲得電台節目採用。
曾經養過烏龜。名字叫鳳梨轟炸。

### 資格
在高中時期獲得了多項資格。
- 情報處理檢定2級[19]
- 簿記實務檢定2級[4]
- 秘書檢定2級[19]

## 演出作品
※粗體字表示說明飾演的主要角色。

### 電視動畫
2017年
- 清戀（三條凜）
- 鬥牛犬噗噗的日常（我）
- 偶像大師 灰姑娘女孩劇場 第2期（關裕美）

2018年
- 偶像大師 灰姑娘女孩劇場 第3期（關裕美、妖怪）
- 千緒的通學路（安藤千春）

2019年
- BanG Dream!
- 偶像大師 灰姑娘女孩劇場 CLIMAX SEASON（關裕美）
- 美妙射擊部（紺野小櫻）

2020年
- 輝夜姬想讓人告白？～天才們的戀愛頭腦戰～（女學生）
- 魔物娘的醫生（哈比A）
- 科學超電磁砲T（女學生、少女、女童）
- 夢夢貓（1年級女子①）
- 請問您今天要來點兔子嗎？BLOOM（學生會成員）
- 暮蟬悲鳴時業（女服務員）

2021年
- 堀與宮村（女高中生）
- 無職轉生～到了異世界就拿出真本事～（諾倫·格雷拉特）2系列
- 關於我轉生變成史萊姆這檔事 轉生史萊姆日記（可可布）
- 不要欺負我，長瀞同學（女子）
- 魔法水果籃 The Final（女孩子）
- 暮蟬悲鳴時卒（店員）
- BLUE REFLECTION RAY/澪（女學生）
- 大正處女御伽話（立花夕月）
- 陰陽眼見子（鬼怪）
- SELECTION PROJECT（櫻井涼音）

2022年
- 處刑少女的生存之道（米莉）
- 女忍者椿的心事（花月）
- 街角魔族 2丁目（永山）
- 契約之吻（木更）
- 戀愛Flops（鮑魚小姐）
- 我想成為影之強者！（雪莉·巴奈特）
- 呆萌酷男孩（S大女子）

2023年
- 無意間變成狗，被喜歡的女生撿回家。（犬飼加戀）
- 關於我在無意間被隔壁的天使變成廢柴這件事（女學生）
- 呆萌酷男孩（女性、蒼真的朋友）
- 可愛過頭大危機（矢薙華澄）
- 和山田談場Lv999的戀愛（瑠奈的同學）
- 機戰少女Alice Expansion（毛絨）
- 機動戰士GUNDAM 水星的魔女（勞達〈少年期〉、操作員）
- 英雄教室（加特爾）
- 堀與宮村 -piece-（女學生A）
- 靠著魔法藥水在異世界活下去！（艾梅）
- 盾之勇者成名錄 Season 3（居民、露羅洛納村居民〈莉絲〉）

2024年
- 勇氣爆發Bang Bravern（露露）
- 治癒魔法的錯誤使用法（天瑚）
- 戰鬥陀螺 X（物蹴）
- 怪異與少女與神隱（天地和）
- 無職轉生II～到了異世界就拿出真本事～（諾倫·格雷拉特）
- 黑執事 寄宿學校篇（布魯爾家姐妹）
- 異世界失格（亞利亞）
- 不時輕聲地以俄語遮羞的鄰座艾莉同學（君嶋綾乃）
- 精靈小姐瘦不了（塞蓮}）
- 菇狗（同學的孩子）

2025年
- 我與尼特女忍者的莫名同居生活（和泉緋那）
- 鬼人幻燈抄（奈津）
- 歲月流逝飯菜依舊美味（星奈奈）
- 終末起點（艾蕾娜·雷溫）
- 賽馬娘 灰髮灰姑娘（目白雅丹）
- Clevatess -魔獸之王與嬰兒與屍之勇者-（露娜）
- Silent Witch 沉默魔女的祕密（莫妮卡·艾瓦雷特）
- 雙人單身露營（大空沙彌）
- 小手指同學，請別亂摸（住吉伊澄）

2026年
- 不時輕聲地以俄語遮羞的鄰座艾莉同學 第2期（君嶋綾乃）

### 電影動畫
- orange -未來-（2016年，春[49]）

### OVA
- 噬血狂襲（2020年－2022年，香菅谷雫梨·卡思迪艾拉[50][51]）2系列[注 2]

### 網路動畫
2017年
- 偶像大師 灰姑娘女孩劇場 週二灰姑娘劇場（關裕美[24]）

2020年
- 偶像大師 灰姑娘女孩劇場 Extra Stage（關裕美[24]）

2022年
- 偶像大師 灰姑娘女孩 10週年紀念動畫（關裕美）

2025年
- BULLET/BULLET（食肉センター・エマ[52]）

### 遊戲
2017年
- 卡巴拉島 我想成為召喚士（羅莎琳）
- 放置少女（陸遜、霍統、華佗）
- 逆轉奧賽羅尼亞（莉納莉雅）
- 偶像大師 灰姑娘女孩（2017年－2021年，關裕美）3作品

2018年
- 聖潔天使 ～少女戰鬥～ （西拉姆999）
- 戰國ASURA（江、瀨名、朝比奈泰朝、木下小一郎）
- 時空旅團（福蒂娜）
- 月之年代記R
- 永恒地下城（七春、卡西克）
- 蒼天的Sky Galleon（2018年－2019年，西西里、格爾茲）
- 恒星少女 -Do The Scientists Dream of Girls'Asterism?-（D·艾爾凱蒂）

2019年
- 帝國戰記（海蓮娜）
- 神裝女武神（2019年－2021年，伊芙、謝里西亞、傑德）
- ARCA LAST 終焉世界與歌姬的果實（維爾）
- LOST:SMILE memories + promises（一條惠留）
- 為了誰的鍊金術師（蘇伊）
- 惡魔72（貝瓦爾）
- Z/X CodeOverBoost（佩克提莉絲）

2020年
- 荒野的壽飛行隊 飛向雲霄的少女們！（圓、千代）
- 棕色塵埃（黛安娜）
- 英雄王國（亞斯塔蒂）
- 深淵地平線（薩勒姆、烏克蘭）
- 深層女武神（謝里西亞）
- CHOJO -CryptoGirlsArena-（大田鶴）
- 怪物彈珠（2020年 - 2022年 瑪爾大、特菈斯蜜絲）
- CARAVAN STORIES（阿瑪比埃、皮拉圖斯·阿瑪比埃）

2021年
- Crash Fever（佛洛伊德）
- 零之邊境（莉娜）
- 賽馬娘 Pretty Derby（2021年－2022年，目白阿爾丹）

2022年
- Action對魔忍（神無月空〈第2代〉）
- 車站回憶！Our Rails（為栗夢露〈第3代〉）
- 緋染天空 Heaven Burns Red（夏洛特·斯可波夫斯加）
- 碧藍航線（龐培·馬格諾)

2023年
- 棕色塵埃2（席比雅）
- Engage Kill（木更）

2024年
- 魔法禁书目录 幻想收束（木更）
- 不時輕聲地以俄語遮羞的鄰座艾莉同學 益智派對（君嶋绫乃）

2025年
- 原神（夢見月瑞希）

### 旁白
富士電視台
- 北野武的Owarabo 2017（日语：ビートたけしのオワラボ）（2017年12月29日）
- 北野武的Owarabo 2019（日语：ビートたけしのオワラボ）（2019年12月30日）

### 數位漫畫
- 衰仔擦膠（2016年[4]）
- 妖幻三重奏（2020年，花奏鈴）
- 從青梅竹馬的S級隊伍中被退隊的聖獸使。萬能支援魔法與夥伴增加成為最強！（2022年，卡拉[95]）

### 廣播劇CD
- 連續按下一億年按鈕的我，回神時已變成最強～落第劍士的學院無雙～ 第4卷 廣播劇CD（2020年，提莉斯＝馬格達羅[96]）
- 淡海乃海 水面搖擺時 ～被三英傑討厭的倒霉男人，朽木基綱的反擊～（2021年，紬[97]）

### 舞台
2018年
- 初等教育皇室（4月7日－4月8日，太陽購物中心劇場）－女主角／4年級生 佐藤（二角）
- （6月19日－6月24日，Cofrelio新宿劇場）－羅納德·米夏（二角）
- （12月28日－12月30日，新宿村LIVE）－伊集院

2019年
- 初等教育皇室（再公演）（6月20日－6月23日，ABC大廳）－女主角／4年級生 佐藤（二角）
- 暗轉epilogue（8月15日－8月18日，中目黑Kinkero Theater）－主角 一華
- 魔法少女（？）零 -ZERO-（9月5日－9月9日、9月14日，CNGK）－遠藤沙織（二角）
- （再演）（東京公演：12月4日－8日，全勞動會館SPACE ZERO／大阪公演：12月27日－30日，近鐵藝術館）－街上的人3

### 朗讀劇
- toshiLOG vol.4 朗讀劇「向那顆星星許願」（2019年11月6日－10日，新宿THEATER BRATS）－西之森莉緒（二角）[104]
- toshiLOG vol.1 朗讀劇「而不是再見」 再演（2020年3月11日－15日，R’s Art Court）－稻垣奈美（二角）[105]

### 廣告
- MDNA SKIN（2018年，廣告歌曲歌唱）[106][注 4]
- Printpac（日语：プリントパック）（2018年，聲音標識）[107]
- NASTA（2018年，的聲音[108]）

### 廣播節目
※記號表示說明網路廣播。
- 會澤紗彌與花井美春的「天哪，高中女生是最棒的!!」（2020年－播放中，音泉）※[109]
- 大正處女御電台（2021年－播放中，音泉）※[110]

### 網路節目
※記號表示說明網路電視。
- 西田望見、會澤紗彌的MIX聲音學院（日语：MIXボイスガレッジ）（2019年，niconico直播）※
- 會澤紗彌的結局是一個好心情（2020年－播放中，niconico直播）※
- 小原莉子與會澤紗彌的（2020年－2021年，niconico直播）※
- （2022年－播放中，OPENREC.tv（日语：CyberZ））※

### 其它
- 溫泉女孩（鳥羽亞矢海[111]）
- 電視動畫『偶像大師 灰姑娘女孩劇場 3rd SEASON』DVD&BD 第2卷 特典CD（2018年，對話CD）
- Z/X偶像組合「SHIFT」（2019年，佩克提莉絲）[12]
- 【】壓倒性的同床CD ～我被傲嬌的義妹徹底治癒了～（2021年，義妹）
- 電擊G's magazine×電擊文庫共同畫製作作品「即便是小孩子也想成為MAMA！」（2022年－，心咲[112]）

## 音樂作品
聲優組合SoundOrion的活動請參照「SoundOrion」。

### 角色歌曲
| 發行日期 | 標題                                                                                              | 名義 | 曲名                                      | 備註                                                      |
| 2017年   | 2017年                                                                                            | 2017年 | 2017年                                    | 2017年                                                    |
| -------- | ------------------------------------------------------------------------------------------------- | --- | ----------------------------------------- | --------------------------------------------------------- |
| 12月13日 | THE IDOLM@STER CINDERELLA MASTER 戀愛綻放的季節                                                   | 高垣楓（早見沙織）、本田未央（原紗友里）、藤原肇（鈴木實里）、荒木比奈（田邊留依）、喜多見柚（武田羅梨沙多胡）、佐久間真由（牧野由依）、村上巴（花井美春）、關裕美（會澤紗彌）、緒方智繪里（大空直美） | 「」                                      | 遊戲《偶像大師 灰姑娘女孩》相關歌曲                       |
| 2018年   |                                                                                                   | |                                           |                                                           |
| 3月31日  | －                                                                                                | 關裕美（會澤紗彌） | 「」                                      | 遊戲《偶像大師 灰姑娘女孩 星光舞台》相關歌曲              |
| 4月4日   | THE IDOLM@STER CINDERELLA MASTER 049 關裕美                                                       | 關裕美（會澤紗彌） | 「」                                      | 遊戲《偶像大師 灰姑娘女孩》相關歌曲                       |
| 4月11日  | THE IDOLM@STER CINDERELLA GIRLS MASTER SEASONS SPRING！                                           | 關裕美（會澤紗彌）、水本紫（藤田茜）、棟方愛海（藤本彩花） | 「HARURUNRUN」                            | 遊戲《偶像大師 灰姑娘女孩》相關歌曲                       |
| 7月18日  | THE IDOLM@STER CINDERELLA GIRLS STARLIGHT MASTER 19 With Love                                     | 關裕美（會澤紗彌）、荒木比奈（田邊留依）、村上巴（花井美春）、藤原肇（鈴木實里）、喜多見柚（武田羅梨沙多胡） | 「always」                                | 遊戲《偶像大師 灰姑娘女孩 星光舞台》相關歌曲              |
| 11月9日  | THE IDOLM@STER CINDERELLA GIRLS 6thLIVE MERRY-GO-ROUNDOME!!! MASTER SEASONS SPRING! SOLO REMIX    | 關裕美（會澤紗彌） | 「HARURUNRUN」                            | 遊戲《偶像大師 灰姑娘女孩》相關歌曲                       |
| 2019年   |                                                                                                   | |                                           |                                                           |
| 2月20日  | THE IDOLM@STER CINDERELLA GIRLS STARLIGHT MASTER 26 繡致入美                                      | 關裕美（會澤紗彌）、森久保乃乃（高橋花林） | 「」                                      | 遊戲《偶像大師 灰姑娘女孩 星光舞台》相關歌曲              |
| 5月25日  | I'm fighter                                                                                       | 佐藤（小山百代）、佐藤（會澤紗彌） | 「I'm fighter」                           | 舞台《初等教育皇室》主題曲                                |
| 10月14日 |                                                                                                   | 一華（會澤紗彌）、仁奈（野口真緒）、小珊（宮島小百合）、詩（生田善子）、華伊（楓） | 「」                                      | 舞台《暗轉epilogue》主題歌曲                              |
| 10月14日 | 一華（會澤紗彌）                                                                                  | | 「」                                      | 舞台《暗轉epilogue》主題歌曲                              |
| 11月13日 | THE IDOLM@STER CINDERELLA GIRLS STARLIGHT MASTER for the NEXT！02 STEP&SKIP                       | 關裕美（會澤紗彌）、白菊螢（天野聰美）、森久保乃乃（高橋花林） | 「」                                      | 遊戲《偶像大師 灰姑娘女孩 星光舞台》相關歌曲              |
| 11月13日 | THE IDOLM@STER CINDERELLA GIRLS STARLIGHT MASTER for the NEXT！02 STEP&SKIP                       | 關裕美（會澤紗彌） | 「」                                      | 遊戲《偶像大師 灰姑娘女孩 星光舞台》相關歌曲              |
| 11月24日 |                                                                                                   | SHiFT | 「」                                      | 《Z/X -Zillions of enemy X-》相關歌曲                     |
| 11月24日 | 「」                                                                                              | SHiFT |                                           | 《Z/X -Zillions of enemy X-》相關歌曲                     |
| 11月24日 | 「」                                                                                              | SHiFT |                                           | 《Z/X -Zillions of enemy X-》相關歌曲                     |
| 2020年   |                                                                                                   | |                                           |                                                           |
| 8月19日  | THE IDOLM@STER CINDERELLA GIRLS LITTLE STARS EXTRA！ Sing the Prologue♪                           | 久川凪（立花日菜）、關裕美（會澤紗彌）、遊佐梢（花谷麻妃）、三村加奈子（大坪由佳）、堀裕子（鈴木繪理） | 「Sing the Prologue♪」                    | 網路動畫《偶像大師 灰姑娘女孩劇場 Extra Stage》片尾主題曲 |
| 2021年   |                                                                                                   | |                                           |                                                           |
| 2月3日   | THE IDOLM@STER CINDERELLA GIRLS STARLIGHT MASTER GOLD RUSH！06 THE VILLAIN'S NIGHT                | 關裕美（會澤紗彌）、赤城米莉亞（黑澤朋世）、櫻井桃華（照井春佳）、相葉夕美（木村珠莉）、宮本芙蕾德莉卡（高野麻美） | 「THE VILLAIN'S NIGHT（M@STER VERSION）」 | 遊戲《偶像大師 灰姑娘女孩 星光舞台》相關歌曲              |
| 2月3日   | THE IDOLM@STER CINDERELLA GIRLS STARLIGHT MASTER GOLD RUSH！06 THE VILLAIN'S NIGHT                | 關裕美（會澤紗彌） | 「THE VILLAIN'S NIGHT（M@STER VERSION）」 | 遊戲《偶像大師 灰姑娘女孩 星光舞台》相關歌曲              |
| 2022年   |                                                                                                   | |                                           |                                                           |
| 1月19日  | THE IDOLM@STER CINDERELLA GIRLS 10th ANNIVERSARY M@GICAL WONDERLAND TOUR!!! CosmoStar Land 原聲CD | 關裕美（會澤紗彌） | 「」                                      | 遊戲《偶像大師 灰姑娘女孩》相關歌曲                       |
| 2月15日  | Make your "HAPPY"                                                                                 | SHiFT | 「Make your day」 「」 「」               | 《Z/X -Zillions of enemy X-》相關歌曲                     |
| 3月16日  | THE IDOLM@STER CINDERELLA GIRLS STARLIGHT MASTER R/LOCK ON！03 南瓜公主                           | 白坂小梅（櫻千依）、久川凪（立花日菜）、關裕美（會澤紗彌）、森久保乃乃（高橋花林）、椎名法子（都丸千代） | 「」                                      | 遊戲《偶像大師 灰姑娘女孩 星光舞台》相關歌曲              |
| 3月16日  | THE IDOLM@STER CINDERELLA GIRLS STARLIGHT MASTER R/LOCK ON！03 南瓜公主                           | 關裕美（會澤紗彌） | 「」                                      | 遊戲《偶像大師 灰姑娘女孩 星光舞台》相關歌曲              |
| 3月16日  | 賽馬娘 Pretty Derby WINNING LIVE 04                                                               | 目白阿爾丹（會澤紗彌） | 「」                                      | 遊戲《賽馬娘 Pretty Derby》相關歌曲                       |
| 3月16日  | 賽馬娘 Pretty Derby WINNING LIVE 04                                                               | 丸善斯基（Lynn）、小栗帽（高柳知葉）、目白麥昆（大西沙織）、成田白仁（衣川里佳）、魯道夫象徵（田所梓）、玉藻十字（大空直美）、曼城茶座（小倉唯）、榮進閃耀（藤野彩水）、超級溪流（優木加奈）、優秀素質（前田佳織里）、詩歌劇（遠野光）、狄杜斯（田澤茉純）、雙渦輪（花井美春）、里見光鑽（立花日菜）、北部玄駒（矢野妃菜喜）、櫻花千代王（野口瑠璃子）、目白阿爾丹（會澤紗彌）、八重無敵（日原步美） | 「」                                      | 遊戲《賽馬娘 Pretty Derby》相關歌曲                       |
| 4月27日  | 賽馬娘 Pretty Derby WINNING LIVE 05                                                               | 特別週（和氣杏未）、無聲鈴鹿（高野麻里佳）、東海帝王（Machico）、小栗帽（高柳知葉）、黃金船（上田瞳）、目白麥昆（大西沙織）、好歌劇（德井青空）、成田白仁（衣川里佳）、魯道夫象徵（田所梓）、玉藻十字（大空直美）、目白賴恩（土師亞文）、愛慕織姬（木瞳）、櫻花進王（三澤紗千香）、千明代表（天海由梨奈）、目白多伯（久保田光）、詩歌劇（遠野光）、里見光鑽（立花日菜）、北部玄駒（矢野妃菜喜）、櫻花千代王（野口瑠璃子）、目白阿爾丹（會澤紗彌）、八重無敵（日原步美）、成田路（中村環奈） | 「We are DREAMERS!!」                     | 遊戲《賽馬娘 Pretty Derby》相關歌曲                       |
| 4月27日  | 賽馬娘 Pretty Derby WINNING LIVE 05                                                               | 特別週（和氣杏未）、無聲鈴鹿（高野麻里佳）、東海帝王（Machico）、小栗帽（高柳知葉）、黃金船（上田瞳）、目白麥昆（大西沙織）、好歌劇（德井青空）、成田白仁（衣川里佳）、魯道夫象徵（田所梓）、愛麗數碼（鈴木實里）、玉藻十字（大空直美）、摩耶重炮（星谷美緒）、目白賴恩（土師亞文）、愛慕織姬（木瞳）、櫻花進王（三澤紗千香）、醒目飛鷹（大和田仁美）、西野花（河井晴菜）、春麗（首藤志奈）、美麗週日（三宅麻理惠）、千明代表（天海由梨奈）、目白多伯（久保田光）、優秀素質（前田佳織里）、詩歌劇（遠野光）、雙渦輪（花井美春）、里見光鑽（立花日菜）、北部玄駒（矢野妃菜喜）、櫻花千代王（野口瑠璃子）、目白阿爾丹（會澤紗彌）、八重無敵（日原步美）、成田路（中村環奈） | 「」                                      | 遊戲《賽馬娘 Pretty Derby》相關歌曲                       |

### 其它參加作品
| 発売日  | 商品名                                                | 歌         | 楽曲    | 備考                                                                     |
| 2021年  | 2021年                                                | 2021年     | 2021年  | 2021年                                                                   |
| ------- | ----------------------------------------------------- | ---------- | ------- | ------------------------------------------------------------------------ |
| 9月17日 | Onsen Theme song Collection album 1st                 | [ 成員 2 ] | 「KNO」 | 網路廣播節目《會澤紗彌與花井美春的「天哪，高中女生是最棒的!!」》主題歌曲 |
| 2022年  |                                                       |            |         |                                                                          |
| 3月6日  | 「會澤紗彌的結局是一個好心情」主題歌曲 終幕會是嗨翻天 | 會澤紗彌   | 「」    | 網路電視節目《會澤紗彌的結局是一個好心情》主題歌曲                       |

## 腳註

## 外部連結
- 星塵傳播公式官網的聲優簡介 （日語）
- 會澤紗彌｜星塵傳播聲優部官方部落格 （页面存档备份，存于） （日語）
- 會澤紗彌的X（前Twitter） （日語）
- （日語）－WEB THE TELEVISION（日语：ザテレビジョン）
- 會澤紗彌 （页面存档备份，存于） （日語）－SEIGURA web
- （日語）－goo人名事典
- 會澤紗彌 （页面存档备份，存于） （日語）－oricon
- 會澤紗彌 （页面存档备份，存于） （日語）－allcinema（日语：allcinema）